# RM-70
RM-70 är ett raketartillerisystemet som introducerades 1972 av den tjeckoslovakiska armén som en egen variant av raketartillerisystemet BM-21 Grad. Liksom sin förebild består avfyrningsrampen av 40 avfyrningstuber monterade på en 8x8 lastbil. Till skillnad från BM-21 har RM-70 en bepansrad hytt och tillräckligt med utrymme för att förvara ytterligare 40 raketer. Fordonet användes även av bland annat Östtyskland och idag av Tjeckien, Sri Lanka, Syrien, Slovakien, Ryssland, Finland, Grekland, Turkiet, Polen, Libyen och Zimbabwe.